# سفارت کامبوج در واشینگتن
سفارت کامبوج در واشینگتن (به انگلیسی: Embassy of Cambodia) یک سفارت در ایالات متحده آمریکا است که در واشینگتن، دی.سی. واقع شده‌است.